# Dicranota noveboracensis
Dicranota (Dicranota) noveboracensis là một loài ruồi trong họ Pediciidae. Chúng phân bố ở vùng sinh thái Nearctic.